# Riccia canaliculata
Riccia canaliculata là một loài rêu trong họ Ricciaceae. Loài này được Hoffm. mô tả khoa học đầu tiên.